# 第49屆金馬獎

第49屆金馬獎宣傳海報

第49屆金馬獎是2012年台灣與華語電影業界的年度盛事之一，表揚2012年度傑出華語電影作品與電影工作者。頒獎典禮於2012年11月24日下午7時至11時在宜蘭縣羅東鎮的羅東文化工場舉行，由臺灣電視公司製播，黃渤、曾寶儀搭檔主持，而星光大道下午5時半至7時的主持人則是由楊千霈與蔡昌憲擔綱，金馬電影學院導師仍由侯孝賢擔任，評審團主席劉德華，金馬執委會執行長聞天祥。台視頻道、衛視電影台（香港）、Astro AEC、新浪網全程實況轉播。

## 參賽資格
- 電影完成時間：於2011年8月1日以後完成，且未以任何版本報名過本競賽之影片。
- 影片規格：所有類別報名影片放映規格須為35mm拷貝或DCP（Digital Cinema Package）。如非上述規格之影片，則必須在2012年8月10日前於台灣登記立案之合法戲院公開映演，且首週放映次數不得少於二十一場。
- 影片長度：
  - 劇情片：片長不得少於六十分鐘。
  - 動畫長片：片長不得少於六十分鐘。
  - 創作短片（含動畫短片）：片長不得多於六十分鐘。
  - 紀錄片：片長不限。
- 影片語言及工作人員比例：所有報名影片須符合以下其中一項之條件
  - 片中二分之一以上對白須為華語（華人地區所使用之主要語言或方言，但不包括配音），影片若無對白則須符合第二項條件。
  - 影片工作人員中導演必須為華人，其他主創工作人員中五位（含）以上需為華人。（「主創工作人員」之範圍以下列十項獎項計算，每個項目以一人計，包括：男主角、女主角、男配角、女配角、原著劇本（或改編劇本）、攝影、美術設計、剪輯、原創電影音樂以及音效。）

## 舉辦過程
本屆報名自2012年7月2日起至2012年8月10日止。報名件數統計共有211部，其中劇情片117部、創作短片（含動畫短片）70部、紀錄片20部、動畫長片4部。包括台灣破億影片《陣頭》、《愛》、《痞子英雄之全面開戰》；中國大陸億萬票房的《失戀33天》、《畫皮II：轉生術》以及香港賣座片《春嬌與志明》等片皆完成報名。另外還有榮獲2011年威尼斯影展最佳導演的《人山人海》、今年柏林影展最佳攝影銀熊獎的《白鹿原》與獲得多項香港金像獎的《龍門飛甲》、《奪命金》等強片。從不斷增加的報名件數足見華語電影市場的蓬勃與興盛，今年再度創下金馬獎史上高報名量紀錄。因今年最佳男主角和最佳女主角都有全部出席，堪稱是最華麗的陣容、十全十美。

## 評選過程

### 入選過程
本屆金馬獎報名數量創新高，共計有211部華語劇情片參與角逐入圍，遺珠成串，個人獎項部分多數遺珠原因竟是「同一演員因多部電影入圍同獎」，造成「自己打自己」，分散票源。在男主角方面，《痞子英雄之全面開戰》和《殺生》黃渤、《白鹿原》張豐毅在男主角入圍中箭下馬，成最大遺珠，金馬執委會執行長聞天祥說：「黃渤在《痞子英雄》、《殺生》演技都受肯定，可惜評審投票時，票源被分散。」
女主角方面，《聽風者》和《畫皮II：轉生術》和《大魔術師》周迅、《春娇与志明》楊千嬅也被討論到最後一輪惜敗。聞天祥說：「周迅有《聽風者》、《畫皮II：轉生術》、《大魔術師》３部片被評審討論，最後也是因為票源無法集中成遺珠。」
男配角的遺珠是《奪命金》盧海鵬，他去年靠片中飾演放高利貸角色拿下香港金像獎男配角，是該片穿針引線關鍵，此番卻無緣金馬，聞天祥說：「他戰到最後一輪，相當可惜。」女配角的遺珠則是《春嬌與志明》和《畫皮II：轉生術》楊冪。
新人獎入圍遺珠是《陣頭》徐浩軒、《龍飛鳳舞》朱宏章。劇情片入圍部分，《逆光飛翔》、《愛》、《殺生》、《白鹿原》都成遺珠，都以些微差距落敗。

### 決選過程
據台灣《中國時報》報導，第49屆金馬獎評審團，在主席劉德華（華仔）率領下交出極具勇氣的得獎名單。雖然沒有一個獎項投票超過兩輪，但有兩個獎項經過最慘烈的拉鋸：高群書導演全由業餘演員主演的小成本製作《神探亨特張》，擠下《奪命金》勇奪最佳劇情片；《女朋友。男朋友》桂綸鎂則險勝《浮城謎事》郝蕾，首度入圍就勇奪影后。
《神探亨特張》由一群大陸文化界微博紅人，飾演警察、騙子等各色人物，與杜琪峰《奪命金》上演一場“超出預期”VS.“近乎完美”的競爭。華仔說《神探》劇情想像空間大，片中每個人精準演出社會底層人物，讓人忘記這是一部電影。 《奪命金》則在演員、劇本與場面調度上精準掌控，讓杜琪峰三度奪下最佳導演。
女主角由桂綸鎂、郝蕾與張榕容三強競爭，後來桂先擠下張，再與郝蕾捉對廝殺。華仔說，桂演出三個成長階段，每段只有1/3，更得精準而具體化地表現心境，從高中的缺乏安全感，到成長後逐漸世故，再到中年後的坦然，這個角色不斷觀察別人再反映在自己身上，多樣化的表演層次帶動整部電影，機場分手戲尤其情感細膩。

## 入圍暨得獎名單
下列之標記為該獎項之得獎者。

### 影片獎項

#### 最佳動畫長片
( 入圍從缺 )

## 多項提名
多項提名電影
- 7項提名：《浮城謎事》與《女朋友。男朋友》
- 6項提名：《奪命金》與《殺生》
- 5項提名：《寶米恰恰》與《失戀33天》與《神探亨特張》與《愛》
- 4項提名：《白鹿原》與《星空》與《消失的子彈》與《痞子英雄之全面開戰》與《聽風者》
- 3項提名：《大追捕》與《箭士柳白猿》與《低俗喜劇》與《龍門飛甲》
- 2項提名：《麵包情人》與《陣頭》與《太極1從零開始》與《逆光飛翔》
- 1項提名：《牽阮的手》與《時間之旅》與《千錘百煉》與《高海拔之戀II》與《車手》與《候鳥來的季節》與《逆戰》與《華麗之後》與《BBS鄉民的正義》與《畫皮II：轉生術》與《三月六日》與《拾荒少年》與《禮物》與《畢業旅行》、《龍飛鳳舞》

### 得獎統計
- ：《奪命金》、《神探亨特張》
- ：《女朋友。男朋友》、《浮城謎事》、《殺生》、《逆光飛翔》
- ：《大追捕》、《低俗喜劇》、《龍門飛甲》、《消失的子彈》、《高海拔之戀II》、《車手》、《失戀33天》、《千錘百煉》、《拾荒少年》

## 評審名單
- 初審委員：

但唐謨（影評人）、李泳泉（電影學者）、梁良（影評人）、登徒（影評人）、衛西諦（影評人）
- 複審委員：

孔勁蕾（剪輯師）、史明輝（動畫導演）、吳米森（劇情、紀錄片導演）、林育賢（劇情、紀錄片導演）、林良忠（電影、廣告攝影師）、林強（歌手、演員、音樂創作者）、陳以文（導演、演員）、陳儒修（電影學者）、陳顧方（服裝、造型設計師）、陸弈靜（演員）
- 決審委員：

張大春（作家、主持人，金馬獎最佳電影插曲）、張婉婷（導演、編劇）、梁修身（演員、導演）、劉德華（演員、監製、歌手，金馬獎最佳男主角）、蔣雯麗（演員、導演）
註：得獎名單由複審與決審委員在當天頒獎典禮舉行之前共同討論決定。

## 追思逝世影人
本年度金馬獎的追思逝世影人單元，由神祕失控人聲樂團演唱《張三的歌》及《掌聲響起》。以下是追思影人的名單（按影片中出現順序列出）：

| - 明驥——製片。 - 卓勝利——演員。 - 鍾瑛——演員、歌手。 - 關山——演員。 - 林宗仁——演員。 - 田明——演員。 - 陳道忠——燈光師。 - 張美瑤——演員。 - 陶大偉——演員、歌手、詞曲創作人。 | - 惠天賜——演員、動作指導。 - 司徒錦源——編劇。 - 黃銳民——美術設計。 - 羅慧娟——演員。 - 劉偉仁——詞曲創作人。 - 黃若璇——製片、企劃。 - 白靜——演員。 - 大炳——演員。 - 鳳飛飛——演員、歌手。 |

## 表演
- 黃渤、曾寶儀開場表演《電影讓生命更接近夢想》
- 《金馬陣頭．敲響夢想》─陣頭演員表演
- 葉蒨文演唱：黎明不要來、新不了情、被遺忘的時光、酒矸倘賣無
- 神祕失控人聲樂團演唱：張三的歌、掌聲響起
- 《榮耀時刻．夢想成真》─鋼琴：黃裕翔、演唱：徐佳瑩

## 收視率
- 頒獎典禮：平均收視5.15、15-44歲5.73、總收視人口達481萬7千人，其中收視最高點落在「劉青雲勇奪影帝」，平均每分鐘收視達9.42 （收視人口207萬7千人），另外評審團主席劉德華宣布《神探亨特張》獲「最佳劇情片」 ，收視達8.48 (收視人口186萬9千人)，「新科金馬影后桂綸鎂獲獎致詞」收視達8.14  (收視人口179萬4千人)[5]。
- 星光大道：平均收視2.13，總收視人口為213萬6千人，林志玲受訪收視衝上4.06 (收視人口896,000人)。
- 表演節目：徐佳瑩與黃裕翔合作「向導演致敬」演唱電影「女朋友、男朋友」曲目「家」，每分鐘收視達6.29；其次為「神秘失控人聲樂團」表演「帶著夢想、飛向遠方 向逝世影人致敬」單元，其中演唱「掌聲響起」每分鐘收視最高達6.16。

## 爭議
- 台灣出產電影在金馬獎只獲3獎，立法委員管碧玲批評：「金馬獎成了中國統一的文化預演，在這個地盤，台灣電影沒有自我。」曾任新聞局長的民進黨立委林佳龍指出，「在《海角七號》帶動國片復甦後，各式各樣的國片再次吸引國人進入電影院，受到廣大的歡迎,林佳龍因而質疑評審的眼光。[6]管碧玲並提議停辦金馬獎，引起台灣電影界人士批評，最後管碧玲致歉[7][8]。

## 特別節目
- Astro AEC於2012年11月17日20:00播出《第49屆金馬獎預測》[9]
- 台視主頻於2012年11月20日22:00播出《熱線追蹤》《第49屆金馬獎特輯》

## 外部連結
- 第49屆金馬獎名單 （页面存档备份，存于）（繁體中文）
- 國家電影中心圖書館-第四十九屆金馬獎頒獎典禮
- 時光網-第49届台湾电影金马奖 （页面存档备份，存于）